# Euryophion nigripennis
Euryophion nigripennis là một loài tò vò trong họ Ichneumonidae.